# Równina Szaron
Równina Szaron (hebr. השרון, HaSharon) – wąska nizina w Izraelu, nad Morzem Śródziemnym. Długość niziny 180 km, szerokość 6-20 km.
Stolicą regionu jest Netanja (173.200 mieszkańców). Innymi miastami są: Kefar Sawa, Hadera, Herclijja, Hod ha-Szaron, Or Akiwa, Kalansuwa, Ra’ananna, Ramat ha-Szaron, At-Tajjiba oraz Tira.
Obszar wybrzeża charakteryzuje się dużą wilgotnością i słynie z upraw rolniczych (w tym cytrusów i winorośli). Przepływa tędy rzeka Jarkon.